# Жанасаз
Жанаса́з (каз. Жаңасаз) — село в Байзакском районе Жамбылской области Казахстана. входит в состав Сазтерекского сельского округа. Код КАТО — 313648600.

## География
Село расположено в западной части Байзакского района, в 1 километре к востоку от административного центра сельского округа села Абай, в 13 километрах к северо-западу от районного центра села Сарыкемер, в 16 километрах к северу от областного центра города Тараз. Ближайшая железнодорожная станция Шайкорык — расположена в 14 километрах к югу от села (по дороге — 32 км). Соседние населённые пункты: Абай в 1 километре к западу, Актобе в 4 километрах к северу, Сенкибай в 4 километрах к востоку. Высота центра населённого пункта — 514 метров над уровнем моря.

## Население
| Численность населения | Численность населения | Численность населения |
| 1989                  | 1999                  | 2009                  |
| --------------------- | --------------------- | --------------------- |
| 262                   | ↘238                  | ↘202                  |